# 三ッ子島 (大分県)
三ッ子島（みつごじま）は、大分県臼杵市の臼杵湾内にある無人島である。

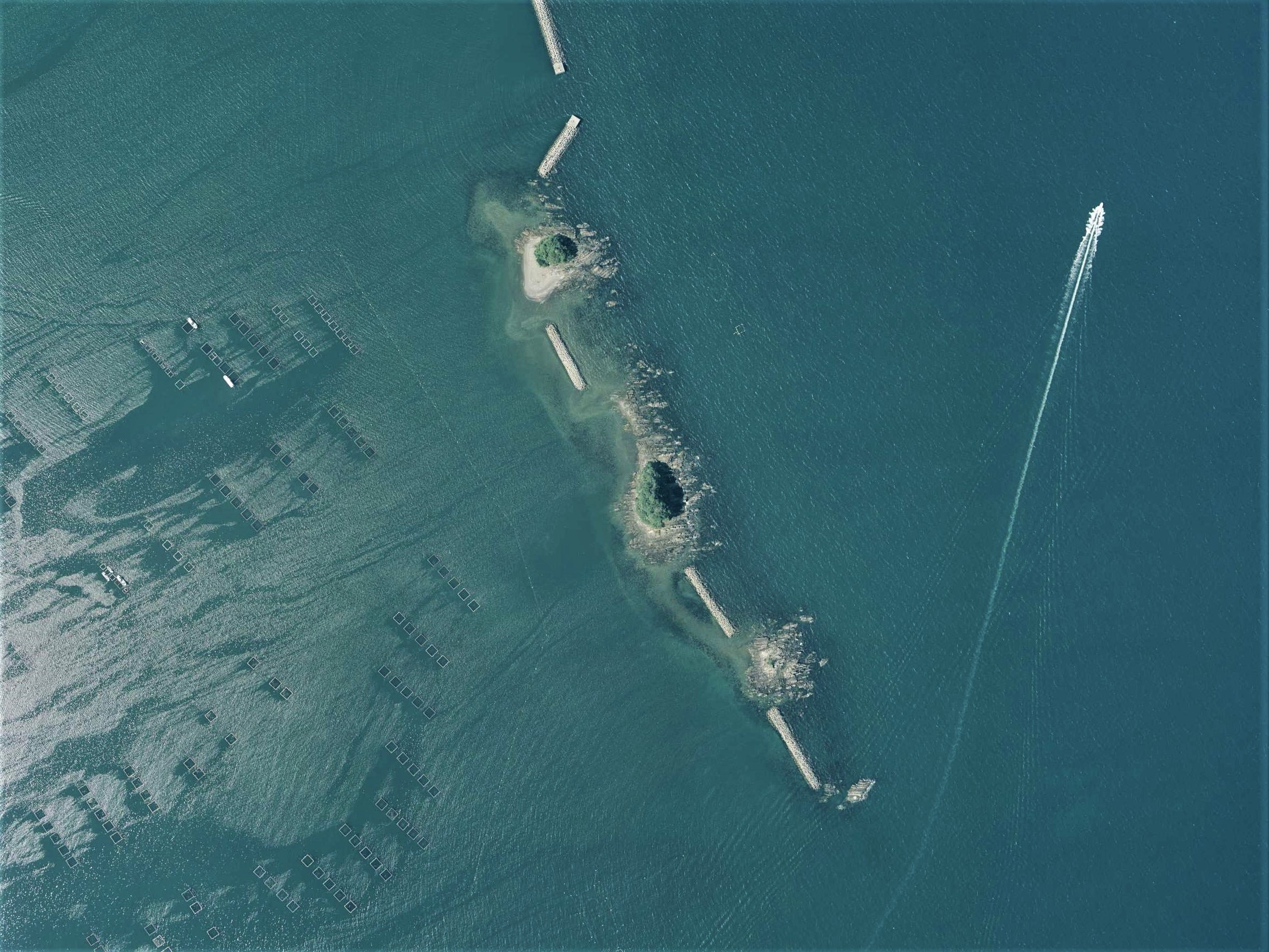
三ッ子島の空中写真。2009年撮影。
。

## 地理
臼杵湾の佐賀関半島側にある佐志生地区及び下ノ江地区の沖合に浮かぶ島で、黒島の南方に位置する。

## 地質
中央構造線の一部を成す臼杵-八代構造線が、この島と津久見島のほぼ中間を通過していると考えられている。
大野川層群の最上部を占める海辺層の頁岩は、炭化木を含んでおり、大きなものでは径5cm、長さ50cmの炭化木も見られる。島の北端では保存状態のよいイノセラムスの化石を多く産出する。